# Multiciliidae
Multiciliidae – rodzina ameb należących do supergrupy Amoebozoa w klasyfikacji Cavaliera-Smitha.
Należą tutaj następujące rodzaje według Cavalier-Smitha:
- Multicilia